# 8378 Sweeney
8378 Sweeney (1992 SN1) là một tiểu hành tinh vành đai chính được phát hiện ngày 23 tháng 9 năm 1992 bởi E. F. Helin ở Palomar.